# Bunzō Hayata

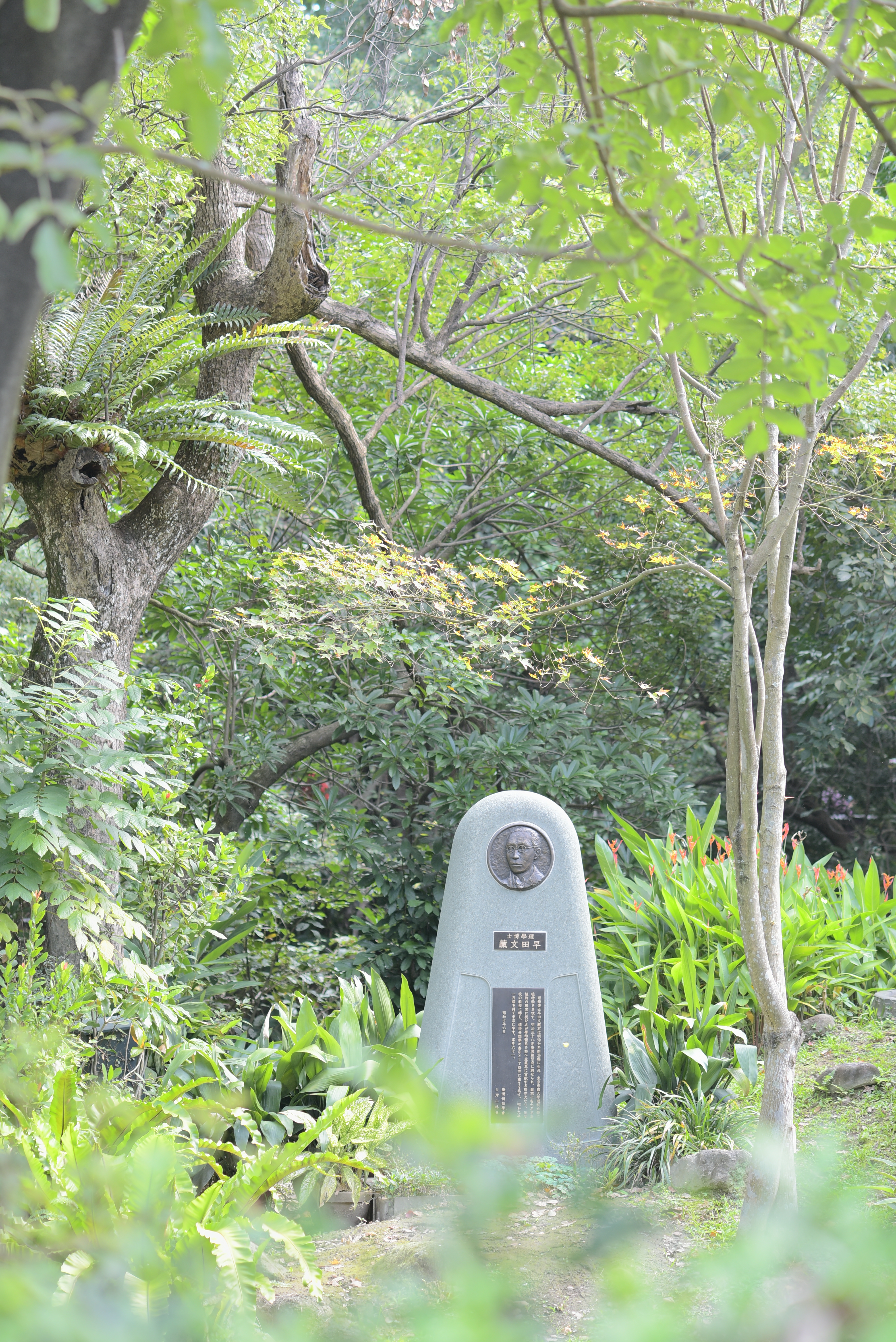
Estàtua dedicada a Hayata al jardí botànic de Taipei

Bunzō Hayata (早田 文藏, Hayata Bunzō, 2 de desembre de 1874 - 13 de gener de 1934) va ser un botànic japonès destacat per la seva tasca taxonòmica al Japó i Formosa, l'actual Taiwan.L'abreviació botànica estandarditzada per citar un tàxon descrit per aquest autor és Hayata

## Primers anys de vida
Hayata va néixer a una devota família budista a Kamo, Niigata el 2 de desembre de 1874. Amb 16 anys, Hayata es va interessar per la botànica i es va incorporar a la Societat Botànica de Tòquio el 1892. La seva escolarització es va retardar per una sèrie de tragèdies familiars, i es va graduar a l'escola secundària a l'edat de 23 anys. Després va assistir a l'institut i va començar a recollir mostres botàniques.
Hayata es va inscriure al programa de botànica a la Universitat Imperial de Tòquio el 1900. Es va graduar el 1903 i va entrar al programa de postgrau de Jinzō Matsumura. Va ser nomenat ajudant als Jardins botànics de Koishikawa el 1904. El 1907, va completar el seu títol de Doctor en Ciències.

## Carrera
El 1908, Hayata va ser ascendit a professor al Departament de Botànica de la Universitat Imperial de Tòquio. Hayata va emprendre una expedició botànica a Tonkin el 1917 i va ser ascendit a professor associat de la Universitat de Tòquio el 1919. El 1922, va ser ascendit a una càtedra completa com el tercer professor de botànica sistemàtica a la Universitat de Tòquio després de la sortida de Matsumura. Va ser nomenat director del jardí botànic el 1924. Es va retirar el 1930, i va morir el 1934 als 59 anys.

## Llegat
Hayata va descriure un total de més de 1.600 tàxons diferents, la majoria procedents de Taiwan, però també inclou plantes del Japó, la Xina i el Vietnam. A partir d'una llista de plantes taiwaneses actualment reconegudes a la flora de Taiwan el 2003, Hayata va descriure 549 espècies, o el 14% de la flora de Taiwan. Un exemple és l'espècie Taiwania cryptomerioides, del qual el mateix Hayata va veure el descobriment.

## Premis
El 1920, l'Acadèmia Imperial del Japó va concedir a Hayata el Premi de Commemoració del Príncep Katsura per la seva contribució a la flora de Formosa.

## Publicacions seleccionades
Les publicacions de Hayata abasten un període de més de 30 anys, durant el qual va ser autor de més de 150 articles científics i llibres.
- 1906: On Taiwania, a new genus of Coniferae from the island of Formosa. In: Botanical Journal of the Linnean Society. Vol. 37, pp. 330–331.
- 1908: Flora Montana Formosae. An enumeration of the plants found on Mt. Morrison, the central chain, and other mountainous regions of Formosa at altitudes of 3,000-13,000 ft. In: J. Coll. Sci. Imperial Univ. Tokyo, Vol. 25, pp. 1–260.
- 1911: Materials for a Flora of Formosa. In: J. Coll. Sci. Imperial Univ. Tokyo, Vol. 30, pp. 1-471.
- 1911–1921: Icones Plantarum Formosanarum Arxivat 2016-04-12 a Wayback Machine.. 10 Volumes. Bureau of Productive Industries, Government of Formosa, Taihoku, Taiwan.
- 1921: The Natural Classification of Plants according to the Dynamic System. In: Icones Plantarum Formosanarum. Vol. 10, pp. 97–234.
- 1931: Über das "Dynamische System“ der Pflanzen. In: Berichte der Deutschen botanischen Gesellschaft. Vol. 49, pp. 328–348.